# Stenoma lavata
Stenoma lavata es una especie de polilla del género Stenoma, orden Lepidoptera.
Fue descrita científicamente por Walsingham en 1913.

## Distribución
Esta especie habita en México.